# Sanaa Lathan
Sanaa McCoy Lathan (New York, 19 september 1971) is een Amerikaans actrice. Na haar opleiding aan de Yale-universiteit speelde ze een aantal theaterrollen. Ze kreeg bekendheid door haar rol in de film Blade met Wesley Snipes. Hierna speelde ze onder andere in The Best Man, Love & Basketball, Out of Time, Alien vs. Predator, Contagion en Now You See Me 2. Op televisie speelde ze een terugkerend personage in de serie Nip/Tuck (2006) en speelde ze de hoofdrol in de miniserie Shots Fired (2017).
In het theater werd Lathan genomineerd voor een Tony Award voor haar optreden in 2004 op Broadway in A Raisin in the Sun.

## Filmografie

### Films
| Jaar | Titel                       | Rol                           |
| ---- | --------------------------- | ----------------------------- |
| 1997 | Miracle in the Woods        | Young Lilly                   |
| 1997 | Drive                       | Carolyn Brody                 |
| 1998 | Blade                       | Vanessa Brooks                |
| 1999 | The Wood                    | Alicia                        |
| 1999 | The Best Man                | Robyn                         |
| 1999 | Catfish in Black Bean Sauce | Nina                          |
| 1999 | Life                        | Daisy                         |
| 2000 | Love & Basketball           | Monica Wright                 |
| 2002 | Brown Sugar                 | Sidney "Sid" Shaw             |
| 2003 | Out of Time                 | Ann Merai Harrison            |
| 2004 | Alien vs. Predator          | Alexa Woods                   |
| 2005 | The Golden Blaze            | Monica (Stem)                 |
| 2006 | Something New               | Kenya McQueen                 |
| 2008 | The Family That Preys       | Andrea Pratt-Bennett          |
| 2009 | Wonderful World             | Khadi                         |
| 2009 | Powder Blue                 | Diana                         |
| 2011 | Contagion                   | Aubrey Cheever                |
| 2013 | The Best Man Holiday        | Robyn Stewart                 |
| 2013 | Repentance                  | Maggie Carter                 |
| 2015 | The Perfect Guy             | Leah Vaughn                   |
| 2016 | Approaching the Unknown     | Captain Emily Maddox          |
| 2016 | Now You See Me 2            | Natalie Austin                |
| 2017 | American Assassin           | Deputy Director Irene Kennedy |